# IHeartRadio Music Awards 2015
La seconda edizione degli iHeartRadio Music Awards si è svolta il 29 marzo 2015 presso lo Shrine Auditorium di Los Angeles. La serata è stata condotta da Jamie Foxx. Taylor Swift ha vinto tre premi, inclusi il premio per l'Artista dell'anno e per la Canzone dell'anno.

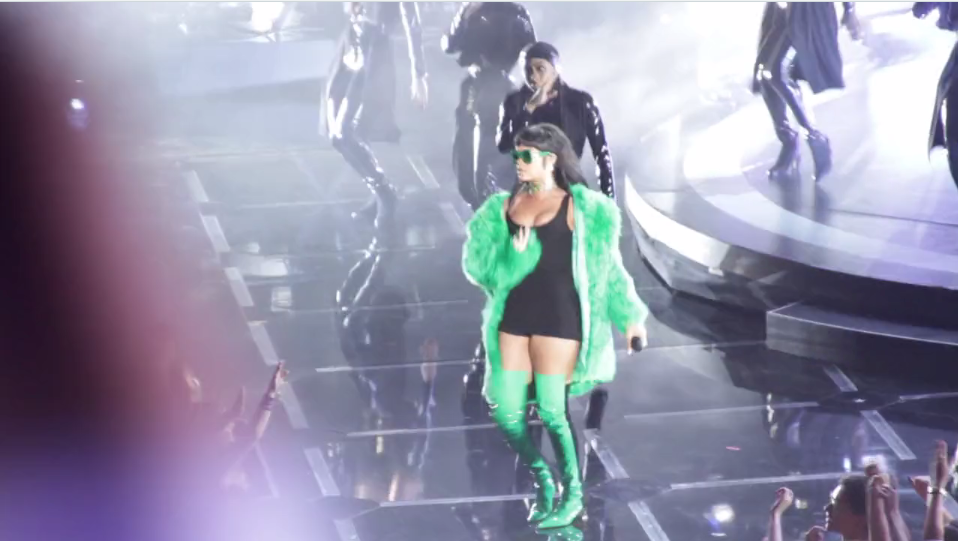
Rihanna durante la performance con il brano Bitch Better Have My Money agli iHeartRadio Music Awards nel 2015

## Esibizioni
| Artista(i)                  | Canzone(i)                 |
| --------------------------- | -------------------------- |
| Iggy Azalea Jennifer Hudson | Trouble                    |
| Nick Jonas                  | Chains                     |
| Florida Georgia Line        | Sun Daze                   |
| Meghan Trainor              | Dear Future Husband        |
| Kelly Clarkson              | Heartbeat Song             |
| Rihanna                     | Bitch Better Have My Money |
| Sam Smith                   | Lay Me Down                |
| Jason Aldean                | Burnin' It Down            |
| Madonna Taylor Swift        | Ghosttown                  |
| Jason Derulo                | Want to Want Me            |
| Jamie Foxx Chris Brown      | You Changed Me             |
| Nate Ruess                  | Nothing Without Love       |
| Snoop Dogg Charlie Wilson   | Peaches N Cream            |

## Vincitori
Lista delle categorie con relativi vincitori:
- Artista dell'anno: Taylor Swift
- Canzone dell'anno: Taylor Swift - Shake It Off
- Miglior collaborazione: Jessie J, Ariana Grande & Nicki Minaj - Bang Bang
- Miglior nuovo artista: Sam Smith
- Canzone country dell'anno: Jason Aldean - Burnin' It Down
- Canzone hip hop/R&B dell'anno: Jeremih feat. YG - Don't Tell 'Em
- Canzone dance dell'anno: Calvin Harris - Summer
- Canzone alternative rock dell'anno: Hozier - Take Me to Church
- Miglior testo: Taylor Swift - Blank Space
- Miglior Fandom: 5SOS Fam – 5 Seconds of Summer
- Renegade: Brantley Gilbert

- iHeartRadio Innovator Award: Justin Timberlake